# Форк (тауншип, Миннесота)
Форк (англ. Fork) — тауншип в округе Маршалл, Миннесота, США. На 2000 год его население составило 14 человек.

## География
По данным Бюро переписи населения США площадь тауншипа составляет 70,2 км², из которых 68,9 км² занимает суша, а 1,3 км² — вода (1,85 %).

## Демография
По данным переписи населения 2000 года здесь находились 14 человек, 6 домохозяйств и 3 семьи. Плотность населения —  0,2 чел./км². На территории тауншипа расположено 11 построек со средней плотностью 0,2 построек на один квадратный километр. Расовый состав населения: 100,00 % белых.
Из 6 домохозяйств в 16,7 % воспитывались дети до 18 лет, в 50,0 % проживали супружеские пары и в 50,0 % домохозяйств проживали несемейные люди. 33,3 % домохозяйств состояли из одного человека, при том 33,3 % из — одиноких пожилых людей старше 65 лет. Средний размер домохозяйства — 2,33, а семьи — 3,00 человека.
21,4 % населения — младше 18 лет, 21,4 % — в возрасте от 18 до 24 лет, 14,3 % — от 25 до 44, 28,6 % — от 45 до 64, 14,3 % — старше 65 лет. Средний возраст — 36 лет. На каждые 100 женщин приходилось 250,0 мужчин. На каждые 100 женщин старше 18 приходилось 266,7 мужчин.
Средний годовой доход домохозяйства составлял 31 250 долларов, а средний годовой доход семьи —  31 250 долларов. Средний доход мужчин —  17 083  доллара, в то время как у женщин — 11 250. Доход на душу населения составил 5 868 долларов. За чертой бедности находились 40,0 % семей и 31,6 % всего населения тауншипа.